# カーチス・シュースター
カーチス・シュースター（Curtis Schuster、1968年12月9日 - ）は、アメリカ合衆国の男性キックボクサー。AMCキックボクシングジム所属。
アメリカを代表するキックボクサーであり、日本でもK-1などのリングに上がったことがある。

## 来歴
1997年9月7日、K-1グランプリ開幕戦のリサーブマッチでK-1デビュー。サダウ・ゲッソンリットに判定勝ち。
1998年4月9日、アンディ・フグと対戦し、判定で敗れるも予想以上の健闘でアンディを苦しめ、その実力はK-1で十分に通用することを証明した。
そのため、同年8月7日のK-1ラスベガス大会に出場し、1回戦でジャン・リビエールと対戦し、パンチの連打で2ラウンドKO勝ち。準決勝でジャン＝クロード・リビエールと対戦。クロードのローキックで左膝を徹底的に攻められ、さらにダウンまで喫するも、パンチラッシュで逆転勝利し、決勝に駒を進めた。しかし、左膝の怪我により、決勝のリック・ルーファス戦に出られず、決勝が行われずにルーファスの優勝が決まってしまった。後に主催者の意図でシュースターにもグランプリ開幕戦の出場権が与えられたが、結局怪我が完治しておらず欠場した。

## 戦績
| 勝敗 | 対戦相手                     | 試合結果                    | 大会名                                            | 開催年月日   |
| ×    | リック・ルーファス           | 不戦敗（左膝負傷）          | K-1 THE NEW FIGHTING SPIRIT '98 【USA GP 決勝】   | 1998年8月7日 |
| ○    | ジャン＝クロード・リビエール | 2R 2:32 TKO（右ストレート） | K-1 THE NEW FIGHTING SPIRIT '98 【USA GP 準決勝】 | 1998年8月7日 |
| ○    | ジャン・リビエール           | 2R 2:55 TKO（パンチ連打）   | K-1 THE NEW FIGHTING SPIRIT '98 【USA GP 1回戦】  | 1998年8月7日 |
| ×    | アンディ・フグ               | 5R終了 判定0-3              | K-1 KINGS '98                                     | 1998年4月9日 |
| ○    | サダウ・ゲッソンリット       | 3R終了 判定2-0              | K-1 GRAND PRIX '97 開幕戦 【リザーブマッチ】      | 1997年9月7日 |

## 獲得タイトル
- ISKAオリエンタルルールスーパーヘビー級王座